# Ischnocolus tomentosus
Ischnocolus tomentosus là một loài nhện trong họ Theraphosidae.
Loài này thuộc chi Ischnocolus. Ischnocolus tomentosus được Tord Tamerlan Teodor Thorell miêu tả năm 1899.